# Manneken Pis

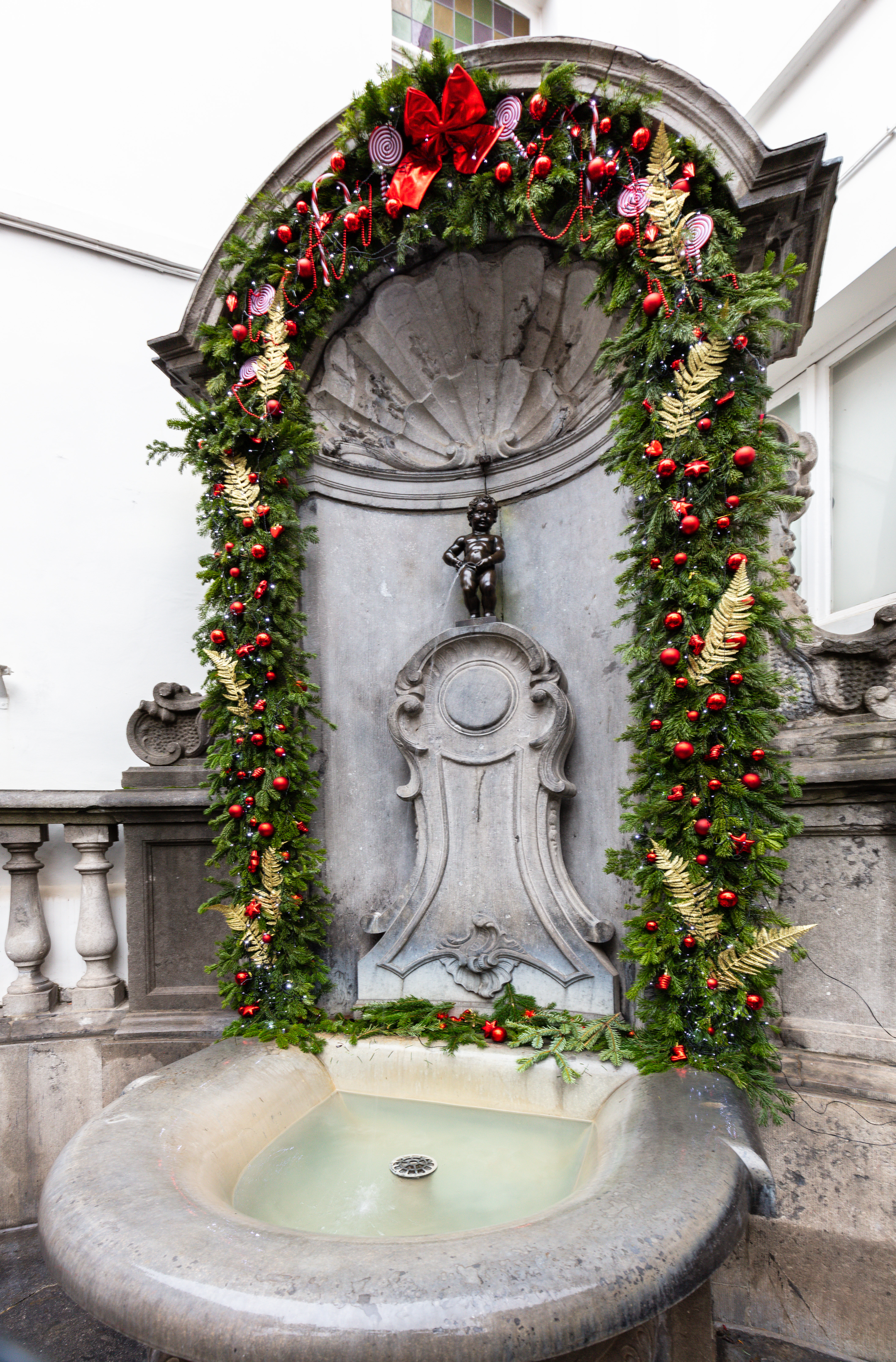
Vista íntegra de la fuente.

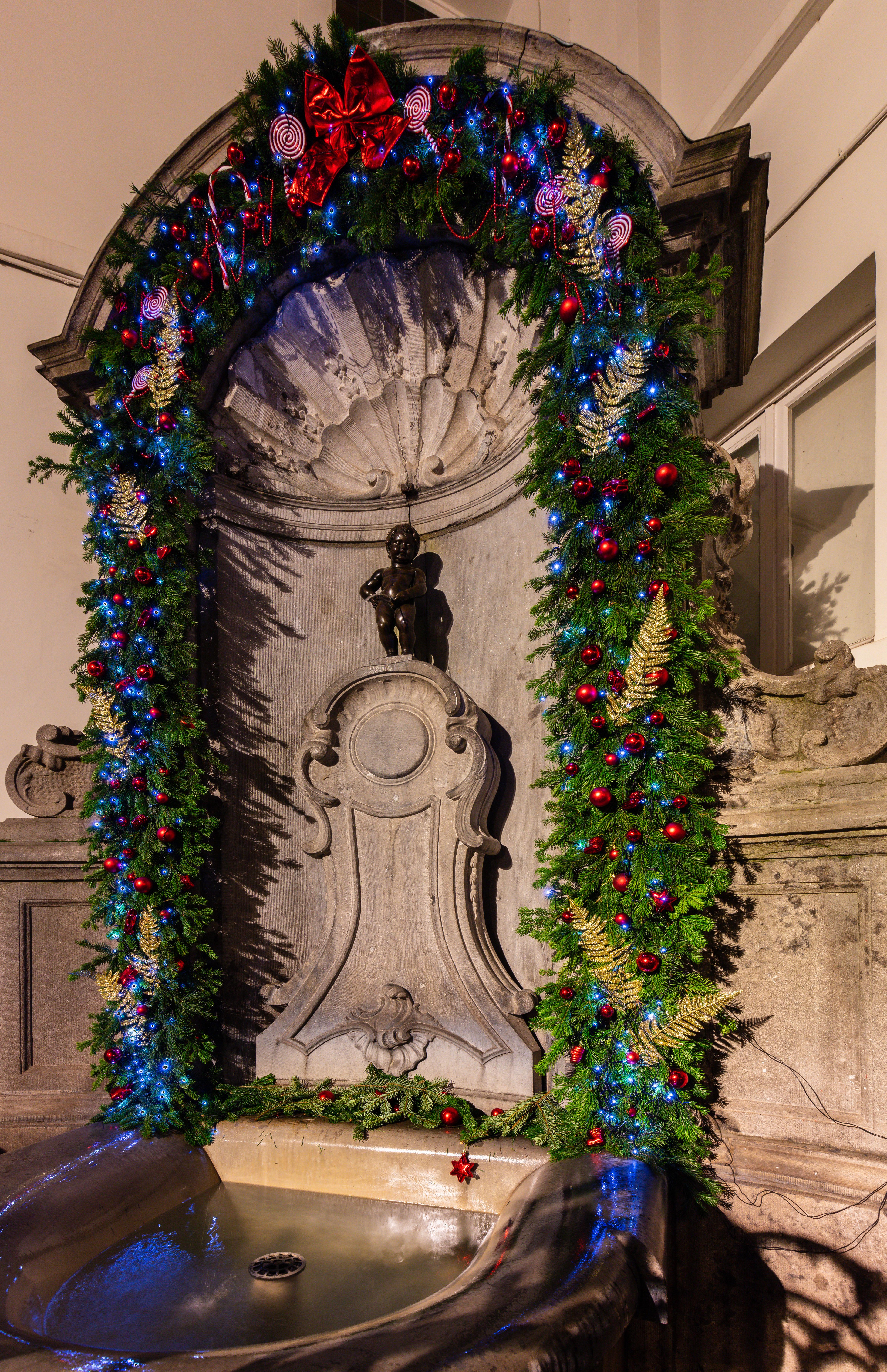
Vista nocturna.

El Manneken Pisⓘ [ˌmɑnəkə(m) ˈpɪs] (en neerlandés; ‘hombrecito que orina’) es una estatua de bronce de 55.5 centímetros situada en el centro histórico de Bruselas (Bélgica). Representa a un niño pequeño desnudo orinando dentro del cuenco de la fuente. Fue diseñada por un escultor de Brabante llamado Jérôme Duquesnoy el Viejo y fue colocada en su sitial en 1618 o 1619. Junto con el Atomium y la Grand Place es uno de los símbolos de Bruselas y una de sus atracciones turísticas principales, simbolizando el espíritu independiente de sus habitantes.
Había ya una estatua parecida de piedra a mediados del siglo XV, quizás ya desde 1388 (fecha de la primera mención hallada en los archivos de la catedral de Santa Gúdula), que fue robada en varias ocasiones.[cita requerida] En 1619 fue reemplazada por una estatuilla de bronce hecha por el escultor barroco franco-flamenco Jérôme Duquesnoy el Viejo, que la situó sobre una columna de seis pies tallada por Daniel Raessens, siendo sustituida por el actual nicho en estilo rococó, en 1770. Los bruselenses protegieron la estatuilla durante el asedio y bombardeo de la ciudad por los franceses en 1695. Una inscripción quedó escrita bajo la estatua después del asalto francés: In petra exaltavit me, et nunc exaltavi caput meum super inimicos meos (El Señor me levantó sobre una roca, y ahora elevo mi cabeza sobre mis enemigos). La estatua actual es una reproducción de la original, que unos vándalos robaron allá por los años 1960, siendo objeto de noticias de prensa que contribuyeron a dar a la estatua y al monumento cierta fama internacional. Recuperada la original algún tiempo después, lo que dio lugar a una nueva información mediática, por fin se depositó junto a otra copia en bronce dorado del siglo XVII en el Musée de la ville de Bruselas.

## Historia
En 1388, en la esquina de Stoof- y Eikstraat, ya había una fuente de la que formaba parte una estatuilla de piedra que se llamaba Julianekensborre. La estatua en sí no se ha conservado y tampoco hay una foto de ella, por lo que no hay certeza de que esta pequeña Juliane haya orinado. Sin embargo, existe un registro de 1452, en el que se utilizan las palabras daer dmenneken pist como indicación de la ubicación de esta esquina de la calle. También en el plano de la ciudad de Frans Hogenberg y Joris Bruin de 1572, se encuentra este topónimo, junto con un mínimo boceto del que sólo se puede deducir que era una estatua independiente. En ocasiones especiales bebía cerveza o vino en lugar de agua, una tradición que también estaba en boga en la corte borgoñona. En Enghien, se dice que ya en 1362 había una fuente "Manneken-Pis".
En 1619, el consejo de la ciudad ordenó la renovación completa de la fuente del charco. El escultor Hieronymus Duquesnoy el Viejo realizó una estatua de bronce según el ejemplo antiguo de los putti pisciatori. La estatua de Duquesnoy se colocó sobre un pilar de seis pies de altura, ejecutado por el cantero Daniël Raessens. También fabricó las dos tinas en las que el pequeño orina (6 x 6 y 4 x 2 pies).
Durante el Bombardeo de 1695 la estatua fue escondida para ser colocada de nuevo en su pedestal en triunfo el 19 de agosto de ese año. En esa ocasión se colocó sobre su cabeza el siguiente texto del salmo: In petra exaltavit me, et nunc exaltavi caput meum super inimicos meos (El Señor me colocó sobre un pedestal de piedra, y hoy estoy con mi cabeza por encima de mis enemigos).
La estatua fue derribada repetidamente de su pedestal por vándalos y bromistas. Alrededor de 1745, los soldados de Inglaterra la secuestraron en secreto. Se dice que los bruselenses atraparon a los ladrones en Geraardsbergen gracias a la ayuda de los ciudadanos de esa ciudad y que les regalaron una réplica como muestra de su agradecimiento. Probablemente se trate de una leyenda, ya que la estatua de Geraardsberg no es una réplica y se remonta al siglo XV.
Dos años después, los granaderos franceses, que estaban a las órdenes de Mauricio de Sajonia  y había tomado Bruselas, saquearon la estatua. El rey Luis XV, que se encontraba en la ciudad, evitó que se produjera un sangriento motín haciendo que se detuviera a los autores y regalando al Manneken Pis un espléndido vestido bordado con brocado de oro. También le concedió en esa ocasión la Orden de San Luis.
El nicho fue sustituido en 1770 por una nueva decoración en piedra azul. El agua corría hacia la calle porque se había retirado la cuenca de captación. Más tarde, se erigió una puerta para cerrar el acceso al agua. En 1859, el ayuntamiento impondría el cambio al nuevo sistema de agua retirando las fuentes de las calles conectadas, pero, por supuesto, esto no le ocurrió a la mascota de la ciudad.
Cuando la estatua desapareció en la noche del 4 al 5 de octubre de 1817, la gente se preocupó mucho. El siguiente poema apareció en un periódico para reconfortarlos:
¡Eh, queridas chicas! Deja de llorar".
Al koomt gy door dees dievery
extrañar un dulce consuelo;
vendrá con una investigación diligente
"Todavía saldrá de la esquina
para mear sin miedo".
El autor fue capturado en noviembre. Antoine Licas, de 33 años y trabajador forzado en libertad condicional, resultó haber robado la estatua para venderla como chatarra. La había roto en pedazos y los había escondido en las murallas de Bruselas entre la Naamsepoort y la Leuvensepoort. El castigo que recibió en febrero de 1818 no fue leve: una hora en la picota, marca con las letras TP y trabajos forzados de por vida ("travaux à perpétuïté"), posteriormente reducidos a 20 años. Los restos se volvieron a forjar bajo la supervisión de Gilles-Lambert Godecharle, y el pedestal lo atestigua: 1620 - RESTO 1817. No está claro si en esa ocasión se reparó la propia estatua o se utilizó como base para un nuevo molde. La investigación realizada en 2015 no proporcionó una respuesta definitiva.
Tras dos nuevos intentos de secuestro en 1955 y 1957, el Manneken Pis fue secuestrado en Amberes por el club de estudiantes Wikings en la gélida noche del 16 al 17 de enero de 1963. El club de estudiantes fue noticia en todo el mundo. Al tratarse de una buena causa, no se adoptó ninguna sanción. La broma recaudó 80.000 francos en beneficio de los discapacitados.
En 1965 la estatua fue robada de nuevo. El trozo que se había roto por debajo de la rodilla apareció, pero no el cuerpo. La consternación de los bruselenses se extendió por todo el país y en lugares tan lejanos como Japón los niños ahorraban para conseguir un sustituto. Ocho meses más tarde, a raíz de una llamada anónima a De Post, los buzos encontraron la pieza superior en el Canal de Bruselas. Mientras tanto, ya se había fundido una nueva estatua que todavía adorna el nicho de la Stoofstraat. La estatua original se trasladó a la Broodhuis de la Grote Markt y se volvió a montar en 2003.
La réplica del Manneken Pis fue "robada" el 26 de abril de 1978 por el club de estudiantes Ad Fundum del Instituto Nacional Superior de Enseñanza Técnica de Anderlecht, como maniobra para unas elecciones presidenciales. Le dejaron hacer lo suyo en su escuela. Como castigo, tuvieron que hacerle un nuevo traje. Todos los años, el Manneken Pis se pone este disfraz el día que bautizan a sus nuevos alumnos, y le colocan un barril de cerveza para que orine cerveza.
En 2017 se construyó un museo en torno a la estatua original de Duquesnoy en la Eikstraat. 19, donde también se exponen 133 de los más de mil trajes conservados (de ahí el nombre de GardeRobe MannekenPis).
En 2019, el agua de la fuente se puso en circuito cerrado, por lo que ya no desaparecen más de mil litros de agua potable al día en las alcantarillas.

## Leyendas

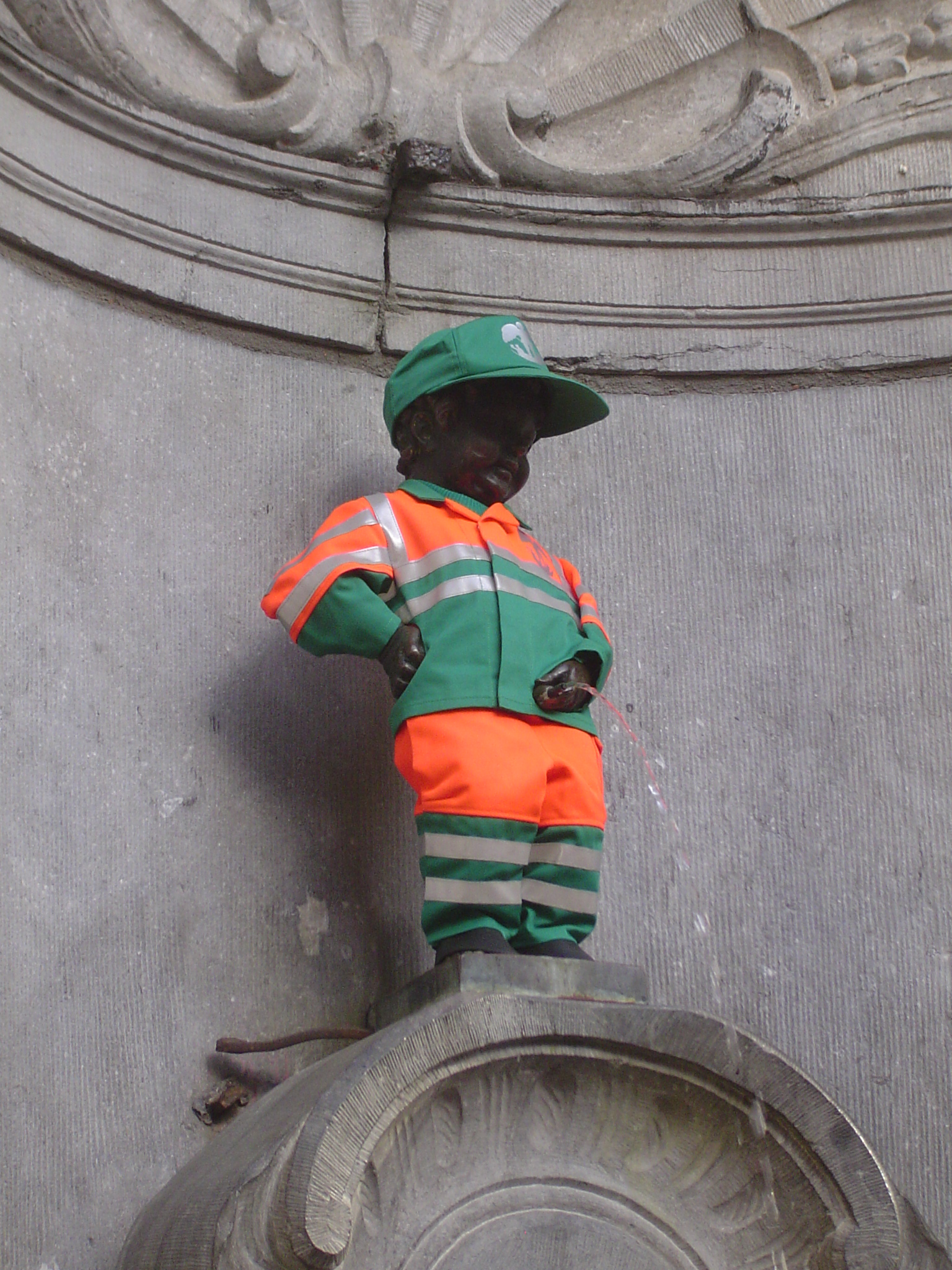
Manneken Pis vestido con el traje de basurero de la ciudad.

El Manneken Pis es mundialmente famoso por su aspecto travieso y las leyendas que se tejieron sobre el origen y la significación de esta estatua. Entre ellas están las siguientes:
Una primera leyenda cuenta que en el siglo XIV Bruselas fue atacada por enemigos, que en un momento dado fingieron rendirse. En realidad, sin embargo, estaban colocando pólvora bajo las murallas de la ciudad y querían hacerla volar. Se dice que un niño llamado Julián vio la mecha a tiempo y la apagó orinando sobre ella. De este modo, salvó a la ciudad de la destrucción.
Una segunda leyenda habla de un niño que defecó y orinó contra la puerta de una bruja. La bruja se enfureció y maldijo al pequeño: para castigarlo, el niño seguiría orinando indecentemente para siempre. Un buen hombre, al ver todo aquello, sustituyó rápidamente al niño por una estatua para librarlo de la eterna micción.
En una tercera historia, que es la que más cuentan a los turistas, había una fiesta en Bruselas.  Un rico comerciante que visitaba la ciudad en familia perdió a su hijo pequeño entre la gran multitud de personas. Lo buscaron durante días, y al cabo de dos días el padre volvió a ver al niño: el hijo estaba riendo y orinando en un pequeño jardín. El padre se alegró tanto de encontrar a su hijo que mandó hacer una fuente de agradecimiento. Sobre la fuente colocó la estatua de su hijo orinando. 
Según otra leyenda, el joven duque Godofredo III de Lovaina huyó del palacio de su padre cuando sólo tenía seis años. Paseó por Bruselas con algunos niños de su misma edad. Los sirvientes, que lo buscaban, lo encontraron en el lugar donde ahora se encuentra la fuente. Tal y como estaba entonces, sigue estando allí ahora como una estatua.
Sin embargo, algunos creen que la estatua se hizo con motivo de la Batalla de Ransbeek cerca de Vilvoorde. Cuando el duque Godofredo III de Brabante tenía dos años, su padre murió. Tras su muerte, dos nobles de la corte, Walter van Mechelen y Geeraard van Grimbergen del género Berthout, declararon la guerra al joven duque. Los guardianes del joven duque pidieron ayuda a la graaf van Vlaanderen. Ofreció su ayuda, pero sus soldados querían saber por quién tenían que luchar. Por lo tanto, el pequeño fue mostrado a los soldados y luego llevado al campo de batalla. Allí, la cuna fue colgada en la rama de un árbol durante la lucha que duró tres días. Finalmente, los rebeldes fueron derrotados. El joven duque también tuvo su parte. Varias veces al día, se ponía de pie en su cuna y luego se aseguraba de que su chorro volara sobre el borde con fuerza. Para no olvidar este memorable acontecimiento, el roble del que había colgado la cuna fue trasladado a Bruselas y plantado en una calle del centro de la ciudad, a la que se dio el nombre de Eikstraat. Junto al árbol se erigió una estatua de un niño orinando. 
Una historia más probable es que el Manneken Pis se hizo como homenaje a las numerosas curtidurías que se encontraban en los alrededores de la Stoofstraat, y en las que se utilizaba orina de niños pequeños para procesar el cuero.
El amoníaco de la orina era en la Edad Media una materia prima apreciada por sastres y curtidores, y para hacer al cuero más flexible.

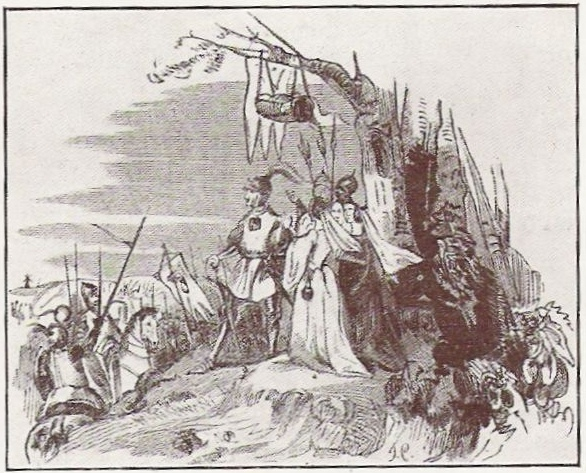
Godofredo III de Lovaina en su cuna sobre la rama de un roble durante la Slag de Ransbeek.

## Vestuario

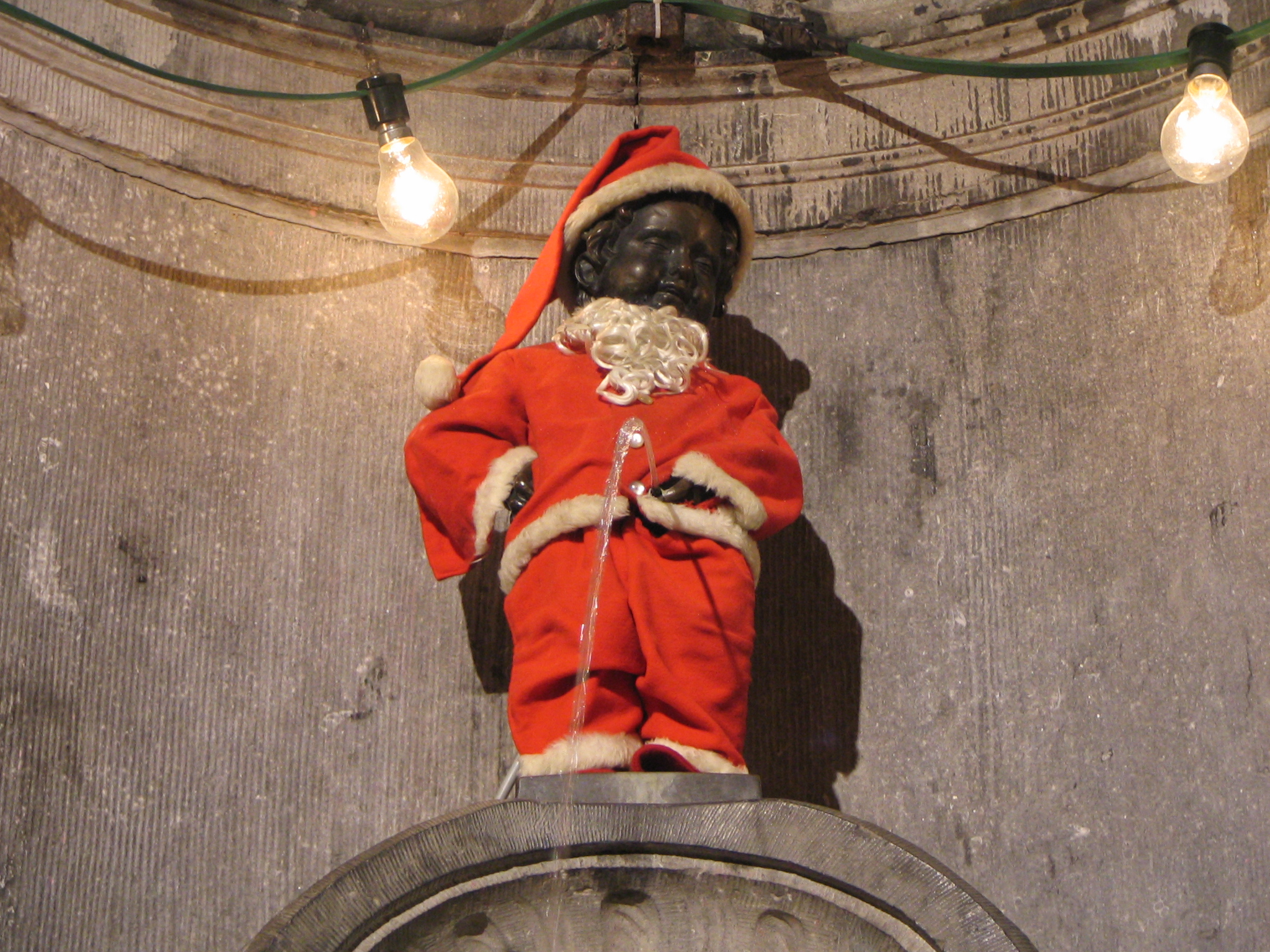
Manneken Pis vestido de Santa Claus.

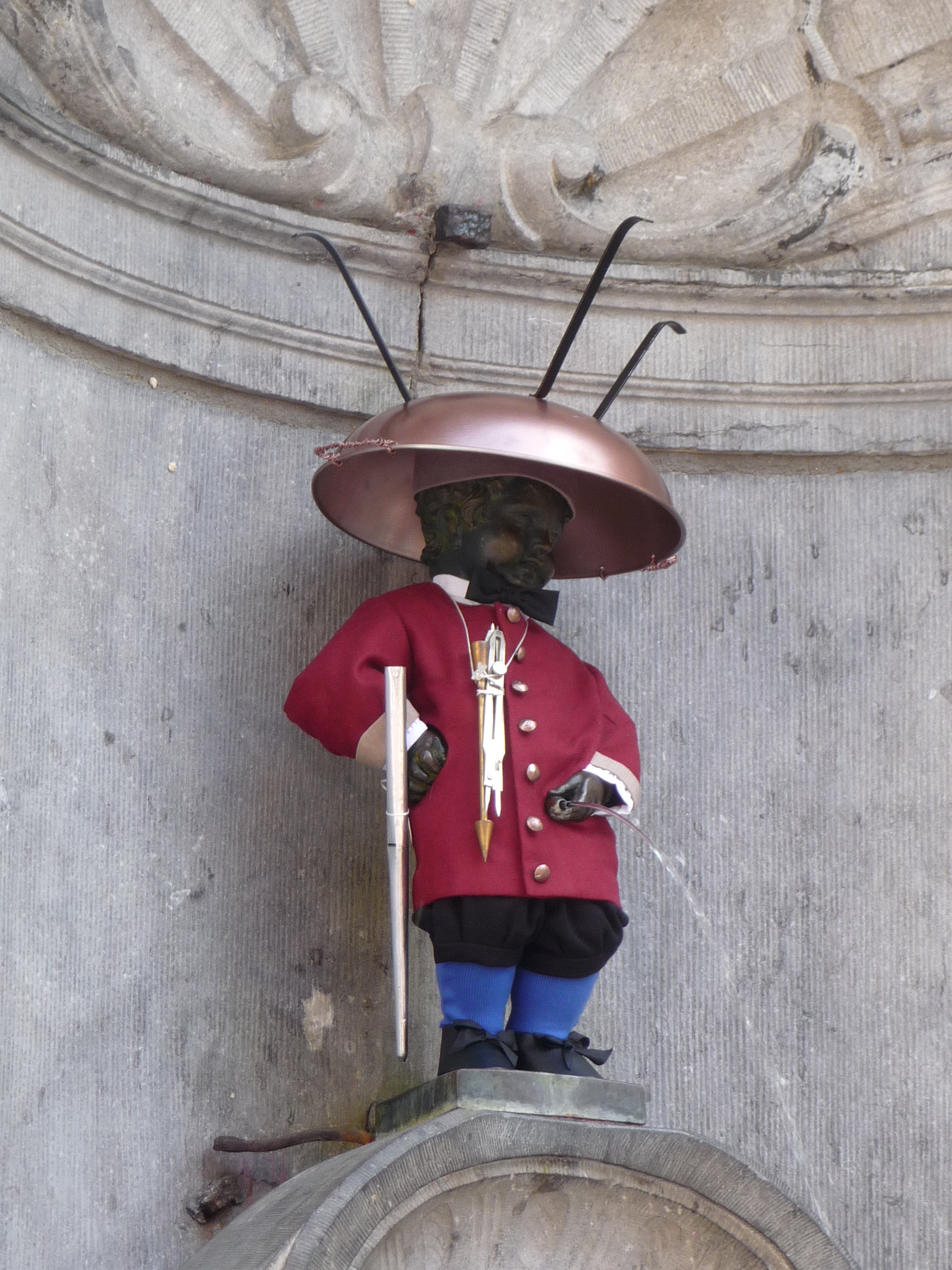
Manneken Pis vestido de fabricante de órganos musicales.

El Manneken se ganó el favor de reyes y príncipes. Se le dotó de una rica provisión de vestidos, cuya custodia la ciudad encomendó a un chambelán. También es responsable de vestir al Manneken en días festivos especiales. Desde mediados de la década de 1970, el Manneken tiene como vestidor oficial al auténtico bruselense Jacques Stroobants (status 2006), cuya esposa ha confeccionado unos doscientos trajes para el Manneken Pis. Se conservan cuidadosamente en el Museo Stedelijk, el Broodhuis, en Grote Markt. El extenso guardarropa de más de 1050 trajes es mundialmente conocido.
El Manneke recibió su primer uniforme el 1 de mayo de 1698 de manos del gobernador de los Países Bajos austriacos, Maximiliano II Emanuel de Baviera, con motivo de las festividades de uno de los gremios de Bruselas. El museo también exhibe el uniforme donado por el rey Luis XV de Francia. Además, también hay una prenda de vestir de la época de Luis XVI, dos trajes de gala y un traje de soldado viejo de 1830, compuesto por blusa azul con chacó, botas, cinturón y bufanda tricolor. Los antiguos inventarios del guardarropa del Manneken, compilados hacia 1750, mencionan la existencia de dos paraguas; uno de estos almacenados en una carcasa de cobre. Todavía se aprovechan todas las oportunidades para darle al Manneken un nuevo disfraz. Estos están hechos de tal manera que el niño todavía puede realizar su trabajo diario. La longitud de su chaqueta es de 25 cm, la longitud de sus pantalones de 26 cm. Su guardarropa incluye un traje de Elvis Presley, uniformes de fútbol, un traje de Mickey Mouse y muchos otros.
Para vestir la estatua se dispone de una variada colección de disfraces que se utilizan en diversas ocasiones de acuerdo con un programa gestionado por la asociación sin ánimo de lucro Amigos del Manneken Pis. Ello da lugar a ceremonias que suelen ir acompañadas por una banda de música. Cuando se conecta de nuevo el chorro del Manneken una vez vestido, puede producirse un exceso de presión provocado por la abstinencia, de modo que llega a salpicar a los espectadores, ante el disfrute general.
Es tradicional disfrazar a la estatua, en ocasiones especiales, ya sea para honrar a una determinada profesión o en alguna efeméride señalada. El vestuario actual incluye más de 800 trajes, que en su mayoría se conservan en el Musée de la Ville de Bruselas, ubicado en la Casa del Rey en la Grand Place.

## Otros líquidos
Antiguamente, el chorro de agua del Manneken Pis era sustituido con motivo de las fiestas por brebajes menos transparentes (hidromiel o vino). En 1890, durante las grandes fiestas bruselenses que se desarrollaron durante dos días, el Manneken orinó vino y lambic (cerveza bruselense).

## Estatuas parecidas y reproducciones
Existen estatuas parecidas en las ciudades belgas de Geraardsbergen, Broksele y Hasselt. Hay una disputa sin resolver acerca de cuál es el Manneken Pis más antiguo: el de Bruselas o el de Geraardsbergen. Desde mediados de los años 1980, el Manneken tiene una equivalente femenina, la Jeanneke Pis.
En algunos países es frecuente decorar piscinas y fuentes con copias de bronce o fibra de vidrio del Manneken Pis. Un souvenir popular de Bruselas son miniaturas en chocolate o metal, incluyendo una variante más arriesgada como sacacorchos. También se venden reproducciones de la estatua en las que sale un chorro de licor impulsado por una pequeña bomba accionada por un motor eléctrico.